# Conflict-Inseln
Die Conflict-Inseln (auch Conflict Atoll) sind ein unbewohntes Atoll in der Salomonensee. Politisch gehören sie zur Provinz Milne Bay im Südosten von Papua-Neuguinea. Sie befinden sich 80 km südöstlich der Normanby und 35 km nördlich des zum Louisiade-Archipel gehörenden Long-Riffs, zwischen den Engineer-Inseln im Westen und den Deboyne-Inseln im Osten.
Die Inseln wurden 1879 von dem britischen Kriegsschiff Cormorant entdeckt, und nach dem Kriegsschoner Conflict benannt, der unter dem Kommando von Kapitän Bower 1880 die Inseln erneut
aufsuchte.
Die Inselgruppe bildet ein birnenförmiges, 9 km breites und bis zu 21 km langes Riff, mit einer zentralen Lagune von bis zu 30 m Tiefe. Es gibt drei Verbindungsstellen der Lagune mit dem nordöstlichen Korallenmeer, die größte von ihnen, Ship-Pass genannt, liegt auf der südwestlichen Seite.
Die Gesamtfläche des Atolls beträgt 18 km².
Die meisten Inseln befinden sich auf dem nordöstlichen und nordwestlichen Rand des Riffs. Auf der Südseite liegen nur drei kleine, schmale Inseln mit spärlicher Vegetation (Panamaiia, Tarapaniian und Panaiiaii). Darüber hinaus gibt es zwei Inseln im Zentrum der Lagune (Kisa und Itamarina).
Auf den Conflict-Inseln gibt es Kokospalmenplantagen und Perlenfischerei. 1896 betrieb Henry Alexander Wickham, der  1876 70.000 Samen des brasilianischen Gummibaums nach England geschmuggelt hatte, auf Panasesa  eine Nacktschneckenfarm.
Die Conflict-Inseln stehen seit 2006 in der Kategorie „Gemischte Objekte“, die sowohl Kriterien des Kultur- als auch des Naturerbes vereint, zusammen mit der Lunn-Insel, den Jomard-Inseln sowie Samarai und Bramble Haven unter der Bezeichnung: Milne Bay Seascape (Pacific Jewels of Marine Biodiversity) auf der Tentativliste Papua-Neuguineas für die Liste des Welterbes der UNESCO.
Seit Dezember 2011 gibt es auf Panasesa im Westen der Gruppe eine kleine Luxusferienanlage, die bis zu 12 Gäste beherbergt.

## Inseln
Die einzelnen Inseln im Uhrzeigersinn, beginnend im Westen (Kisa und Itamarina in der Lagune):
| Name              | Koordinaten                   | Fläche km² |
| ----------------- | ----------------------------- | ---------- |
| Ilai (Irai)       | 10° 46′ 6″ S, 151° 41′ 39″ O  | 1.18       |
| Panasesa          | 10° 44′ 25″ S, 151° 43′ 28″ O | 0.68       |
| Madiboiboi?       | 10° 43′ 50″ S, 151° 44′ 26″ O | 0.10       |
| Gabugabutau       | 10° 43′ 14″ S, 151° 44′ 58″ O | 0.17       |
| Tubinagurm Island | 10° 43′ 3″ S, 151° 46′ 20″ O  | 0.25       |
| Lutmatavi Island  | 10° 43′ 19″ S, 151° 47′ 15″ O | 0.06       |
| Panaboal          | 10° 44′ 22″ S, 151° 49′ 32″ O | 0.52       |
| Ginara Island     | 10° 45′ 8″ S, 151° 49′ 51″ O  | 0.14       |
| Panarakuum Island | 10° 46′ 12″ S, 151° 51′ 56″ O | 0.51       |
| Panarakiim Motina | 10° 46′ 51″ S, 151° 52′ 51″ O | 0.08       |
| Muniara Island    | 10° 48′ 1″ S, 151° 54′ 11″ O  | 0.23       |
| Auriroa Island    | 10° 48′ 23″ S, 151° 55′ 21″ O | 0.76       |
| Panamaiia         | 10° 50′ 3″ S, 151° 52′ 28″ O  | 0.06       |
| Tarapaniian       | 10° 49′ 33″ S, 151° 50′ 25″ O | 0.06       |
| Panaiiaii         | 10° 49′ 15″ S, 151° 49′ 44″ O | 0.05       |
| Kisa              | 10° 46′ 55″ S, 151° 49′ 42″ O | 0.08       |
| Itamarina         | 10° 45′ 48″ S, 151° 46′ 16″ O | 0.05       |

Abweichende Flächenangaben, und teils auch abweichende Namen für einzelne Inseln finden sich bei Oceandots: Irai (97 ha), Panasesa (63,5 ha), Auriora (61 ha), Panarakum (38,8 ha), Panibari (24,7 ha), Tubiniguam (17,8 ha), Moniara (13 ha), Ginouri (11 ha) und Tupit (10 ha). Danach beträgt die gesamte Landfläche der Inselgruppe 3,75 km².